# Promotus Archimedis seu de variis corporum generibus gravitate et magnitudine comparatis
 Promotus Archimedis seu de variis corporum generibus gravitate et magnitudine comparatis (hrvatski: Unaprjeđenje Arhimeda ili o različitim vrstama tijela uspoređenima po težini i veličini) je djelo hrvatskoga matematičara i fizičara iz Dubrovnika Marina Getaldića. Napisao ga je na latinskom jeziku. Objavio ga je 1603. godine.
Prvo je Getaldićevo djelo. U ovom djelu odredio je odnose između težine i obujma raznovrsnih tijela i pri tome upotrebljava stroge pokuse.